# Vetenskapsåret 1803

## Händelser
- Jacob Berzelius och Wilhelm Hisinger upptäcker oxiden av ett nytt grundämne, cerium. Martin Heinrich Klaproth gör samma år upptäckten oberoende av Berzelius och Hisinger.
- Lazare Carnot publicerar Principes fondamentaux de l'équilibre et du mouvement, där han gör arbete till en viktig del av mekaniken.
- Lazare Carnot publicerar Géométrie de position om projektiv geometri, där han bland annat diskuterar den geometriska betydelsen av en negativ rot till en algebraisk ekvation.
- Claude Louis Berthollet publicerar Essay de statique chimique där han sammanfattar sina idéer om massverkan. Idéerna ansågs vara oförenliga med atomteorin, så det skulle dröja till 1860-talet innan de blev allmänt accepterade.

### Kemi
- Okänt datum - John Dalton utarbetar sin atomteori.[1]

## Pristagare
- Copleymedaljen: Richard Chenevix, brittisk kemist.

## Födda
- 28 februari, Christian Heinrich von Nagel (död 1882), tysk matematiker.
- 12 maj - Justus von Liebig (död 1873), tysk kemist.
- 24 maj - Charles Lucien Bonaparte (död 1857), fransk naturvetare och ornitolog.
- 21 juni - Timothy Abbott Conrad (död 1877), amerikansk geolog.
- 31 juli - John Ericsson (död 1889), svensk uppfinnare och ingenjör.
- 29 november - Christian Doppler (död 1853), österrikisk matematiker och fysiker, upptäckare av dopplereffekten.
- 21 december - Joseph Whitworth (död 1887), engelsk ingenjör och entreprenör, uppfinnare av Whitworth-gängan.

## Avlidna
- 27 augusti- Peter Gustaf Tengmalm (född 1754), svensk naturforskare, en av Linnés lärjungar.
- 14 oktober - Aimé Argand (född 1750), schweizisk fysiker och kemist.

### Fotnoter
1. ↑  ”John Dalton, the man and his legacy: the bicentenary of his Atomic Theory”. http://www.rsc.org/delivery/_ArticleLinking/DisplayArticleForFree.cfm?doi=b307622a&JournalCode=DT. Läst 17 februari 2008.